# Eric James Denton
Eric James Denton (30 septembre 1923 - 2 janvier 2007)  est un biologiste marin britannique qui remporte la médaille royale de la Royal Society en 1987 .

## Biographie
Denton est né à Bentley, dans le Yorkshire du Sud . Il fait ses études à la Doncaster Grammar School et au St John's College de Cambridge, où il obtient un diplôme ordinaire en physique, avant de poursuivre des recherches en biophysique à l'University College de Londres. Il est ensuite chargé de cours en physiologie à l'université d'Aberdeen, puis physiologiste au Marine Biological Association Laboratory de Plymouth. De 1974 à 1987, il est directeur du Laboratoire de la Marine Biological Association .
Denton est décédé à St Just, en Cornouailles, le 2 janvier 2007.